# Suzie Fraser
Pour les articles homonymes, voir Fraser.
Suzie Fraser, née le 27 août 1983 à Brisbane, est une joueuse australienne de water-polo. 

## Palmarès
- Jeux olympiques d'été de 2008 à Pékin
  -  médaille de bronze au tournoi olympique